# Theodor Gartner

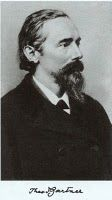
Theodor Gartner

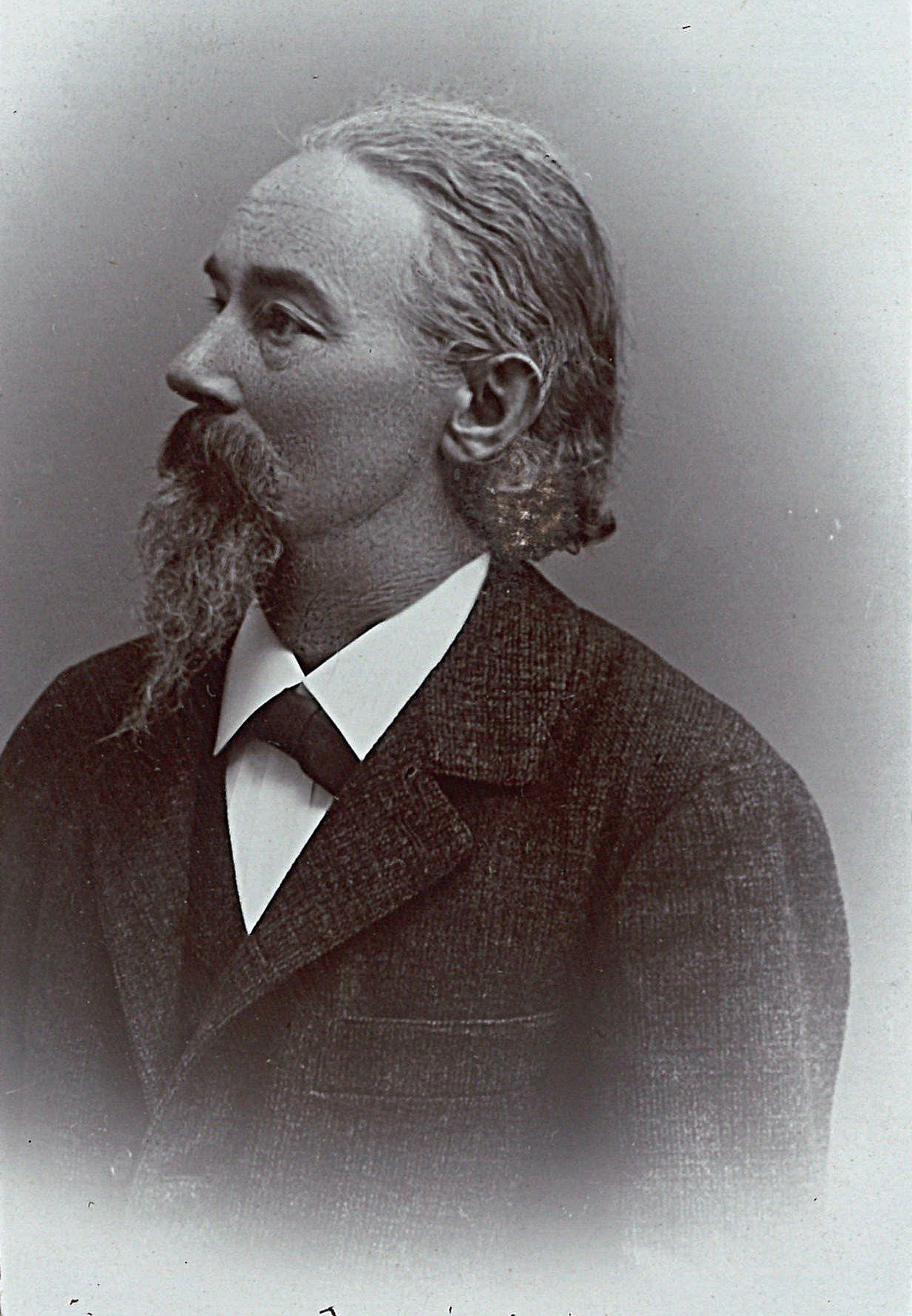
Theodor Gartner in einem Fakultätsalbum der Universität Innsbruck

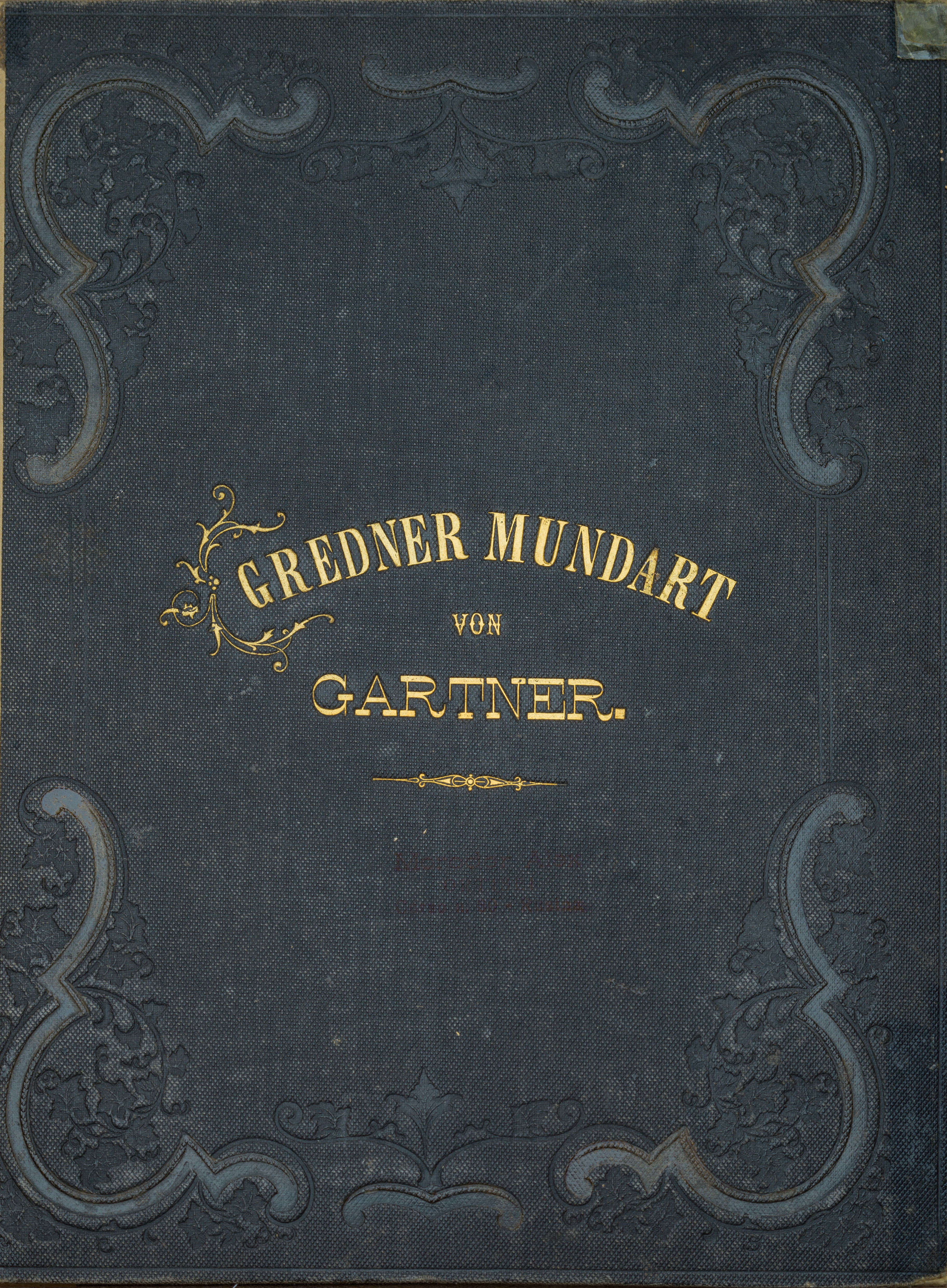
Grammatik der Grödner Mundart von Gartner 1879

Theodor Gartner (* 4. November 1843 in Wien; † 29. April 1925 in Innsbruck) war Romanist und Experte für Rätoromanisch.

## Leben
Theodor Gartner war der Sohn des Regierungsrats Anton Gartner (1803–1873) und dessen Ehefrau Therese Gartner (1816–1882). Die Malerin Hermine Gartner war seine jüngere Schwester.
Theodor Gartner war von 1868 bis 1885 als Mittelschullehrer für Chemie und Physik tätig. Im Jahr 1885 wurde er Professor für romanische Philologie an der Universität Czernowitz. Von 1899 bis 1913 hatte er den neu errichteten Lehrstuhl für Romanische Philologie an der Universität Innsbruck inne.
1887 heiratete er Maria Graber, Tochter des Zoologen Veit Graber. Aus der Ehe gingen ein Sohn und eine Tochter hervor.
1897 wurde er Ehrenmitglied der Burschenschaft Arminia Czernowitz (heute zu Linz).

## Schriften
- Die Gredner Mundart, Mit Unterstützung der k. Akademie der Wissenschaften in Wien. Druck von Jos. Wimmer - Selbstverlag des Verfassers, Linz 1879.
- Grammatik der ruthenischen (ukrainischen) Sprache (1893, mit Stepan Smal-Stozkyj)
- Handbuch der rätoromanischen Sprache und Literatur. Niemeyer, Halle an der Saale 1910.
- Grammatik der ruthenischen (ukraïnischen) Sprache. Buchhandlung der Szewczenko-Gesellschaft der Wissenschaften in Lemberg, Wien 1913 (mit Stepan Smal-Stozkyj)
- Raetoromanische Grammatik. Outlook / Europäischer Hochschulverlag, Bremen 2011, ISBN 978-3-86403-242-4 (outlook) / ISBN 978-3-8457-0002-1 (EHV); Dogma 2014, ISBN 978-3-954541-73-7 (Erstausgabe 1883).